# رحم مزدوجة
ازدواجية الرحم (وأحيانا يُشار إليه أيضًا باسم الرحم المُزدوجة) يمثل تشوه خلقي للرحم حيث يوجد الرحم كعضو زوجي عند فشل الانصهار الجنيني لقناة مولريان. ونتيجةُ لذلك، يُخلّق رحم مزدوج مع اثنين منفصلين من عنق الرحم، ونادرا ما يكون المهبل مزدوج أيضًا. كل رحم يكون لديه قرن واحد مرتبط إلى قناة فالوب المماثلة التي تواجه المبيض.
في الأنواع غير البشرية (على سبيل المثال الديدان الأسطوانية)، قد يكون الجهاز التناسلي المزدوج أمرًا طبيعيًا وليس تشوه. وتوصف هذه الأنواع على أنها مُزدوج الررحم، في مقابل أُحادية الرحم.

## العلامات والأعراض
قد تكون النساء اللواتي يعانين من حالة غير متناظرة ولا يدركن وجود رحم مزدوج. ومع ذلك، أظهرت دراسة أجراها هينونين أن بعض الحالات أكثر شيوعًا. في دراسته ل26 امرأة ذوات الرحم المزدوج شملت الأعراض عسر الطمث وعسر الجماع. كما أظهر جميع المرضى مهبل مزدوج. وكان معدل البقاء على قيد الحياة للجنين في 18 مريضلأا الذين نجوا 67.5٪. وحدثت الولادة المبكرة في 21٪ من حالات الحمل. وظهر العرض المؤخر في 43٪ من النساء وأجريت عملية قيصرية في 82٪ من الحالات.

## الأسباب
يتم تشكيل الرحم أثناء التخلق المضغي عن طريق الانصهار قنوات مولريان الاثنين. خلال هذا الانصهار يلغي التقسيم بين القناتين مما يخلق تجويفًا واحدًا. تبدأ هذه العملية من أسفل إلى أعلى، وفي حالات الرجم المُزدوج يفشل هذا الانصهار مما يخلق لدينا رحمين مُزدوجين. الرحم المُزدوج سيكون له عنق رحم مزدوج ويرتبط به عادةُ مهبل مزدوج. سبب فشل الانصهار غير معروف. العيوب المرتبطة قد تؤثر على المهبل، ونظام الكلى، وأقل شيوعاً، الهيكل العظمي.
تعتبر تلك الحالة أقل شيوعًا بين التشوهات الرحمية الأخرى: الرحم المقوسة، والحاجز الرحمي، والرحم ثنائي القرن. ويقدر أنه يحدث في 1/3000 امرأة.

### متلازمة
وقد تم وصف ارتباط محدد من الرحم المزدوج، وتدمي المهبل على جانب واحد (عدم كفاية استنزاف الدم الحيض) وغياب الكلية الخلقي (أي وجود واحد فقط الكلى).

## التشخيص
قد يكشف فحص الحوض عن المهبل المزدوج أو عنق الرحم المزدوج الذي ينبغي إجراء مزيد من التحقيق ويمكن أن يؤدي إلى اكتشاف الحاجز الرحمي. في معظم المرضى، ومع ذلك، فإن فحص الحوض أمر طبيعي. وعادة ما تحفز الفحوصات على أساس مشاكل الإنجاب.
توجد بعض التقنيات الأخر المفيدة لتصوير هيكل الرحم مثل الموجات فوق الصوتية عبر المهبل وتخطيط الصدى النسائي، وتصوير الرحم بالصبغة، والتصوير بالرنين المغناطيسي، وتنظير الرحم. في الآونة الأخيرة تم استخدام الموجات فوق الصوتية ثلاثية الأبعاد كطريقة غير غازية ممتازة لتشخيص الحالة.
وكثيرا ما يتم الخلط بين الرحم المُزدوج والحاجز الرحمي الكامل. في كثير من الأحيان، يتطلب المر إجراء أكثر من طريقة فحص واحدة للوصول إلى تشخيص دقيق للحالة. التشخيص الصحيح أمر بالغ الأهمية لأن العلاج لهاتين الحالتين مختلف جدًا. في حين أن معظم الأطباء يوصون إزالة الحاجز الرحمي، فإنهم يتفقون عمومًا أنه من الأفضل عدم التدخل في حالات الرحم المزدوج. وفي كلتا الحالتين، ينبغي استشارة أخصائي الغدد الصماء الإنجابي المؤهل تأهيلًا عالًيا.

## العلاج
قد يحتاج المرضى الذين يعانون من الرحم المزدوج إلى عناية خاصة أثناء الحمل لاحتمالية حدوث الولادة المبكرة والمجيء. تم إجراء الولادة قيصرية في 82٪ من المرضى الذين أجرى عليهم هاينونين دراساته.
وقد وُجد أيضًا أن الرحم المزدوج، في بعض الدراسات، يرتبط مع ارتفاع معدل العقم، الإجهاض، وتأخر النمو داخل الرحم، ونزيف ما بعد الولادة.

## إحصاءات المرض
في الولايات المتحدة، ذكرت التقارير أن الرحم المزدوج يحدث في 0.1-0.5٪ من النساء. ومن الصعب معرفة حدوث هذا الشذوذ بدقة، إذ قد لا يتم الكشف عنه في غياب المضاعفات الطبية والإنجابية.

## الحمل المتعدد
وقد حدث عدد من الحمل في توأم حيث حمل كل رحم بشكل منفصل. حدث مثال مؤخرًا في 26 فبراير 2009، عندما ولدت سارة راينفيلدر من سولت سانت ماري، ميشيغان،مولودين صحيحينعلى الرغم من ولادتهم سبعة أسابيع قبل الأوان المُحدد، تم ذلك عن طريق عملية قيصرية في مستشفى ماركيت العام. كما أنه من الممكن أن تحدث عمليات الولادة في أوقات مختلفة، وبالتالي فإن فترة الولادة يمكن أن تكون أيام أو حتى أسابيع.

### الثلاثيات
ولدت امرأة في المملكة المتحدة ذات رحم مزدوج ثلاثة أطفال في عام 2006. أندبت هانا كيرسي، من نورثام في ديفون، زوج من التوائم المتطابقة من البويضة التي زرعت في رحم واحد ومن ثم انقسامها، والطفل الثالث من بويضة واحدة تم زرعها في الرحم الآخر. كان تلك أول ولادة معروفة لثلاثة توائم قابلة للحياة في امرأة ذات رحم مزدوج وتشير التقديرات إلى أن احتمالية حدوث هذه الولادة تبلغ حوالي 1 في 25 مليون نسمة. وأبلغ عن الحمل الثلاثي في امرأة ذات رحم دمُدوج من إسرائيل في عام 1981؛ وتوفي طفل واحد في الرحم، ومن بين الأطفال الباقين، وُلد أحدهما فيالأسبوع 27 من الحمل ووُلد الآخر بعده ب72 يوم.

## روابط خارجية
- Images
- A social website designed to help those with UD and inform others of this condition